# Анфаль
33° пн. ш. 43° сх. д. / 33° пн. ш. 43° сх. д.
Ця стаття про військову операцію, стаття про суру Корану «аль-Анфаль» див: Сура Аль-Анфаль
Анфаль (араб. حملة الأنفال; курд. Şallawî Enfal) — кодова назва програми боротьби з курдським населенням Північного Іраку, яку реалізовували в Іраці в 1987—1989 роках. У перекладі з арабської мови назва програми означає «Трофеї».

## Хід Анфаль
Першою акцією масового геноциду курдів було знищення всіх чоловіків (з 15-річного віку) курдського племені барзан, здійснене ще влітку 1983 року. Іракські солдати оточили табори, в яких перебували депортовані барзанці, завантажили всіх чоловіків і вивезли в невідомому напрямку.
За тією ж схемою, але набагато більш масштабно діяла іракська влада під час власне «операції Анфаль», яка проводилася армією з 29 березня 1987 по 23 квітня 1989 року під загальним керівництвом генерального секретаря Північного бюро партії Баас, двоюрідного брата Саддама Хусейна Алі Хасана аль-Маджида, який дістав прізвисько «Хімічний Алі». Всього внаслідок геноциду загинули або пропали безвісти, за підрахунками організацій Human Rights Watch і Міжнародна амністія, приблизно 182 000 курдів. Доля більшості з них залишалася неясною аж до повалення Саддама Хусейна, коли по всьому Іраку почали знаходити масові поховання страчених. З 5 тис. курдських сіл повністю були зруйновані 4 тис., 700 тис. осіб були поміщені в концентраційні табори, а біженцями стали близько 1 млн осіб .
Найбільш жорстокими складовими частинами плану стали хімічні бомбардування курдських населених пунктів іракською авіацією, які проводилися кілька разів. Особливого розголосу набула газова атака в Халабджі в березні 1988 року, проте перші випадки використання хімічної зброї проти цивільного курдського населення мали місце роком раніше, коли в квітні 1987 року 24 села в долині Балісан (провінції Ербіль), в районі Карадаг (на півдні Сулейманії) і Яхсомер в Іракському Курдистані двічі за менш ніж 48 годин зазнали хімічної бомбардування через відкриту опозицію їхнього населення режиму в Багдаді.
У рамках плану «Анфаль» широко практикувалося знищення курдських сіл, мешканці яких виселялися або їх примусово виганяли. Водночас на територію іракського Курдистану, особливо в місто Кіркук, цілеспрямовано переселяли бідне арабське населення з південних районів країни, щоб змінити етнічний склад регіону. Багато курдських районів були повністю спустошені, селища й містечка (до 4000) стерли зі світу, а населення переселено в «зразкові селища», що нагадують концтабори.

## Трибунал
Після повалення режиму Саддама Хусейна президент і ряд його соратників постали перед судом за злочини, скоєні в роки правління партії Баас. Серед звинувачень фігурували справи про Анфаль і Халабджу. Процес щодо Анфаль проходив з серпня 2006 по червень 2007 року. Суд визнав ряд колишніх чиновників винними у вчиненні злочину проти курдського населення Іраку. У справі про Анфаль перед судом постали такі особи:
| Ім'я                      | Портрет     | Посада під час Анфаль                       | Вирок                         |
| ------------------------- | ----------- | ------------------------------------------- | ----------------------------- |
| Саддам Хусейн             | (1937—2006) | Президент Іраку                             | Справу закрито (смертна кара) |
| Алі Хасан аль-Маджид      | (1941—2010) | Голова комітету Північного Іраку            | Смертна кара                  |
| Султан Хашим Ахмад        | .           | Командувач операцією                        | 15 років в'язниці             |
| Сабір ад-Дурі             |             | Голова військової розвідки                  | Довічне ув'язнення            |
| Хусейн Рашид Мухаммед     |             | Командувач операцією                        | Смертна кара                  |
| Тахер Тауфик аль-Аани     |             | Губернатор Мосулу                           | Виправданий                   |
| Фархан Мутлак аль-Джабурі |             | Голова східного відділу військової розвідки | Довічне ув'язнення            |